# Kraftwerksmanagement
Das Kraftwerksmanagement umfasst alle planerischen und dispositiven Tätigkeiten für den reibungslosen Betrieb eines Kraftwerks.
Hierzu gehört insbesondere bei Braun- und Steinkohlekraftwerken, aber auch bei Biomassekraftwerken, die rechtzeitige und kostengünstige Beschaffung und Bereitstellung des Brennmaterials. Angebote für die Lieferung müssen eingeholt, der rechtzeitige Transport gesichert und der Brennwert anhand von Proben geprüft werden. Lagerung und Transport müssen organisiert und kalkuliert werden.
Zum Kraftwerksmanagement gehören alle Aufgaben der Instandhaltung und Wartung. Kraftwerksrevisionen und geplante Stillstände müssen dabei so gelegt werden, dass die Netzstabilität nicht gefährdet und ein optimales wirtschaftliches Ergebnis erzielt wird.
Auch der weitere Ausbau des Kraftwerks oder angeschlossener Infrastruktur wie Fernwärmenetze, Speicher oder ähnliches sind Aufgaben des Kraftwerksmanagements. Hierzu gehört sowohl das Management der zugehörigen Projekte wie auch die initiale Investitionsrechnung.
Auch der wirtschaftlich optimale Einsatz des Kraftwerks wird oftmals als Aufgabe des Kraftwerksmanagements gesehen. Allerdings wird diese Aufgabe wegen der engen Verzahnung mit Spot- und Termingeschäften für Brennstoffkäufe und Stromverkauf auch oft in der Handelsabteilung angesiedelt (siehe Kraftwerkseinsatzoptimierung und Stromhandel).